# Dean Phillips
Dean Benson Phillips (* 20. ledna 1969, Saint Paul, Minnesota, USA) je americký podnikatel a politik, člen Demokratické strany. Od roku 2019 je kongresmanem za Minnesotu.
Phillips založil a vlastní několik společností. Byl také generálním ředitelem rodinné lihovarnické společnosti Phillips Distilling Company.  Je bývalým spolumajitelem zmrzlinářské firmy Talenti gelato a spoluvlastníkem Penny's Coffee.
S jměním 77 milionů dolarů (2018) je Phillips jedním z nejbohatších členů Kongresu.
V roce 2023 oznámil záměr vyzvat prezidenta Joea Bidena ve stranických primárkách před prezidentskou volbou v roce 2024, avšak 6. března 2024 z voleb odstoupil.

## Život
Dean Phillips se narodil ve městě Saint Paul v Minnesotě. Jeho otec Artie Pfefer zahynul ve vietnamské válce, když bylo Deanovi šest měsíců. Jeho matka se v roce 1972 znovu provdala za Eddieho Phillipse, dědice Phillips Distilling Company. Eddie adoptoval Deana, který převzal příjmení Phillips.
V roce 1991 Phillips absolvoval Brownovu univerzitu. V roce 2000 dokončil magisterský obor Business Administration na University of Minnesota. Po promoci byl jmenován prezidentem a generálním ředitelem rodinné organizace Phillips Distilling Company.
Tyto funkce zastával do roku 2012. Poté se věnoval podnikání ve zmrzlinářské firmě Talenti gelato, která byla v roce 2014 prodána za nezveřejněnou částku společnosti Unilever. V roce 2016 založil Penny's Coffee, což je řetězec kaváren.

## Sněmovna reprezentantů USA
Poprvé získal Phillips místo ve Sněmovně reprezentantů v roce 2018, za 3. volební okrsek ve státě Minnesota.
Když v roce 2019 nastoupil do úřadu, stal se prvním demokratem od roku 1961, který toto křeslo získal. Poté byl opětovně zvolen v letech 2020 a 2022.

## Volby prezidenta v roce 2024
Dne 27. října 2023 v Concordu ve státě New Hampshire oznámil svou prezidentskou kandidaturu. V primárních volbách v tomtéž státě pak skončil s výrazným odstupem za prezidentem Joem Bidenem, který ve státě získal většinu hlasů.

## Osobní život
Phillips je podruhé ženatý. Z prvního manželství má dvě dcery.